# Chí Tri Vương
Kim Quan Già Da Trang Vương (mất 492, trị vì 451–492) là vị vua thứ 8 của Kim Quan Già Da, một hành bang của liên minh Già Da vào thời Triều Tiên cổ đại. Ông là con của Xuy Hi Vương và phu nhân Nhân Đức (Indeok). Ông kết hôn với phu nhân Bang Viện (Bangwon), người là con gái của Sagan Geumsang.
Một đoạn trong Tam quốc di sự chỉ ra rằng ông đã cho xây một ngôi chùa Phật giáo để tưởng nhớ vương hậu tổ Hứa Hoàng Ngọc tại nơi mà bà và Thủ Lộ Vương đã kết hôn. Ông gọi ngôi chùa này là Wanghusa ("Vương hậu tự") và cấp cho nó 10 gyeol đất lương. Ngôi chùa được ghi nhận tồn tại trong 500 năm.